# Sabang

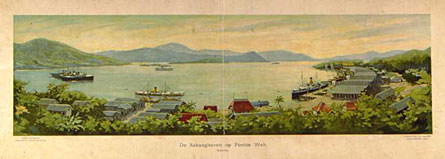
Sabang anno 1910.

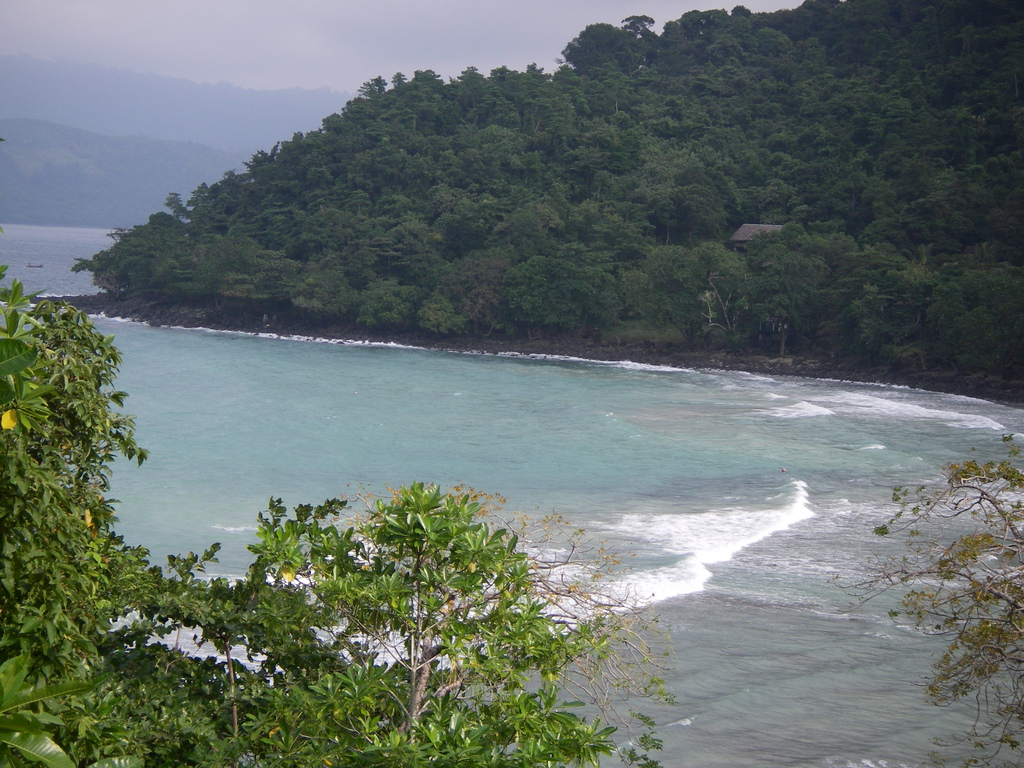

Sabang is de meest westelijk gelegen stad van Indonesië en maakt deel uit van de provincie Atjeh. Het is gelegen op het eiland Weh (Pulau Weh). De stad is verdeeld in twee onderdistricten (kecamatan): Sukakarya en Sukajaya. Tot Sabang behoort ook het eilandje Rondo.
Er werd een koloniale post opgezet in 1893. In 1895 kreeg het een kolenstation en ontwikkelde zich daarna snel tot belangrijke haven, vooral als bunkerhaven. Sabang was vaak de eerste aanlegplaats in Indonesië van uit Europa (Nederland) afkomstige schepen die aankwamen met de Stoomvaart Maatschappij Nederland, die een 14-daagse maildienst onderhield tussen Amsterdam en Sabang. In 1898 kreeg Sabang een dok voor 2800-tonsschepen.
De slogan "dari Sabang sampai Merauke" (van Sabang tot Merauke) werd en wordt gebruikt om de eenheidsstaat Indonesië te benadrukken.

## Geboren
- Anton Heyboer (1924-2005), Nederlands kunstschilder en etser

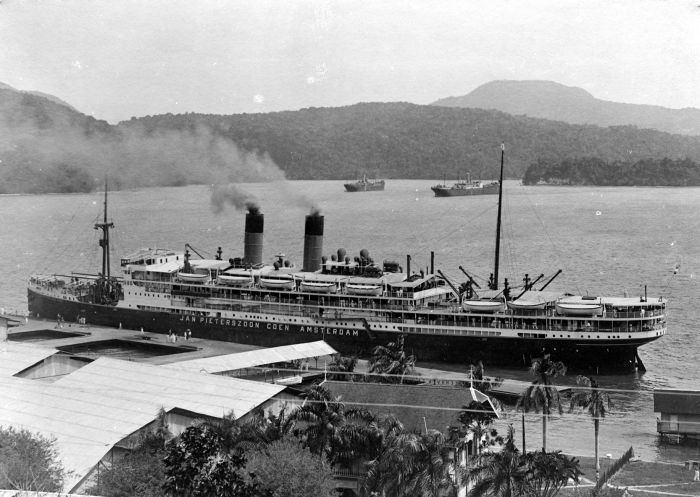
Het S.S. 'Jan Pieterszoon Coen' van de Stoomvaart Maatschappij Nederland aangemeerd in Sabang (1935)